# Городецкий, Игорь Эдгарович
Игаль (Игорь Эдгарович) Городецкий (22 декабря 1945, Чернигов — 26 октября 2023, Иерусалим) — израильский прозаик, публицист, переводчик с иврита.

## Биография
Жил и учился в Москве. Окончил филфак МГПИ имени Ленина. Работал грузчиком, помощником оператора на киностудии «Мосфильм», осветителем в театре, фотографом, корреспондентом в газете, редактором. Много ездил по Советскому Союзу в качестве журналиста. За желание репатриироваться был уволен из издательства «Книга», перебивался случайными заработками, участвовал в «самиздате» и «тамиздате» (Израиль, ФРГ).
В Израиле с 1979 года. Жил в Иерусалиме. Работал  в издательствах «Шамир», «Тарбут», «Библиотека-Алия», в газете «Вести», в редакции Еврейской энциклопедии, был посланцем Министерства просвещения и Бюро по связям («Натив») в странах, образовавшихся после распада СССР. Член Союза писателей Израиля, Содружества русскоязычных писателей Израиля «Столица», а также Международной федерации русских писателей. Автор книг «Сказка для Вовки» (1991), «Израиль на все времена» (1996), «Ласковый хамсин» (2006), «Сегодня и навсегда» (2013). Печатался в периодических изданиях, альманахах и сборниках в Израиле, России, Германии, США, а также в интернете. Лауреат многих престижных израильских и международных литературных конкурсов. Рассказ «Агим» переведен на иврит.

## Избранная библиография
- «Сказка для Вовки» - Иерусалим, 1991.
- «Израиль на все времена» - Иерусалим, 1996.
- «Ласковый хамсин» - Иерусалим, 2006.
- «Сегодня и навсегда» - Иерусалим, 2013.